# Diana Șnaider
Diana Maximovna Shnaider (rusă Диа́на Макси́мовна Шна́йдер; pronunție în rusă [dʲɪˈanə ˈʂnaɪ̯dɛr]; n. 2 aprilie 2004) este o jucătoare profesionistă de tenis din Rusia. Cea mai bună clasare a sa la simplu este locul 12 mondial, în noiembrie 2024, iar la dublu, locul 48 mondial, în octombrie 2024.